# Madre de Dios megye
Madre de Dios megye (a spanyol név jelentése: „isten anyja”) Peru legkeletebbi és legkisebb lakosságú, bár nagy területű megyéje. Székhelye Puerto Maldonado.

## Földrajz
Madre de Dios megye Peru keleti részén helyezkedik el. Középső és keleti területei alacsonyan fekvő síkságok, amelyek bizonyos részei gyakran víz alá kerülnek. Délen az Andok pereme nyúlik át a megyébe, míg nyugaton kevésbé magas dombvidék található. Északkeleten Brazíliával, keleten Bolíviával, délen Puno, délnyugaton és nyugaton Cusco, északon és északnyugaton pedig Ucayali megyével határos.

### Tartományai
A megye 3 tartományra van osztva:
- Manu
- Tahuamanu
- Tambopata

## Népesség
A megye népessége a közelmúltban folyamatosan növekedett, de még így is Peru legkisebb lakosságú megyéje:
| Év   | Lakosság |
| ---- | -------- |
| 1940 | 4950     |
| 1961 | 14 890   |
| 1972 | 21 304   |
| 1981 | 33 007   |
| 1993 | 67 008   |
| 2007 | 109 555  |

## Képek

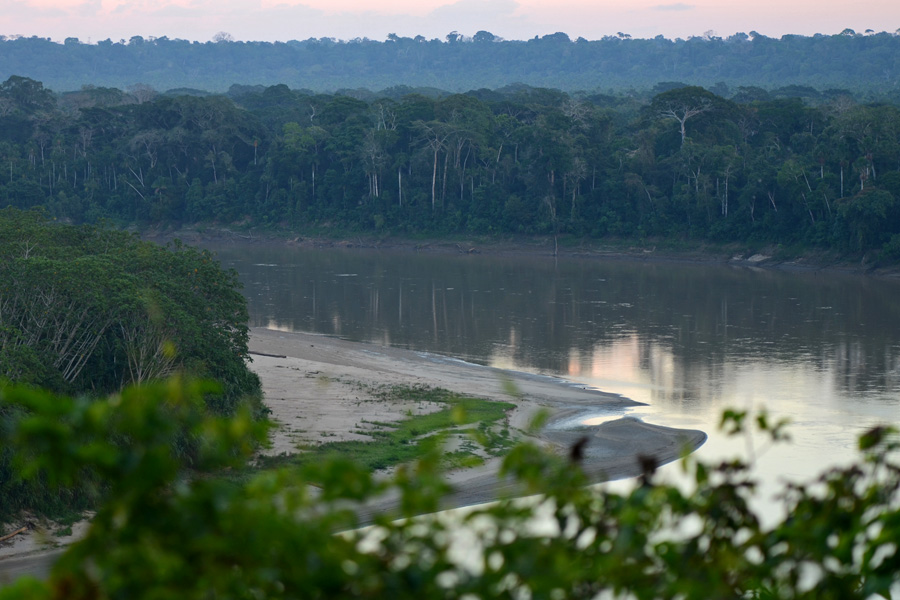
A Madre de Dios folyó
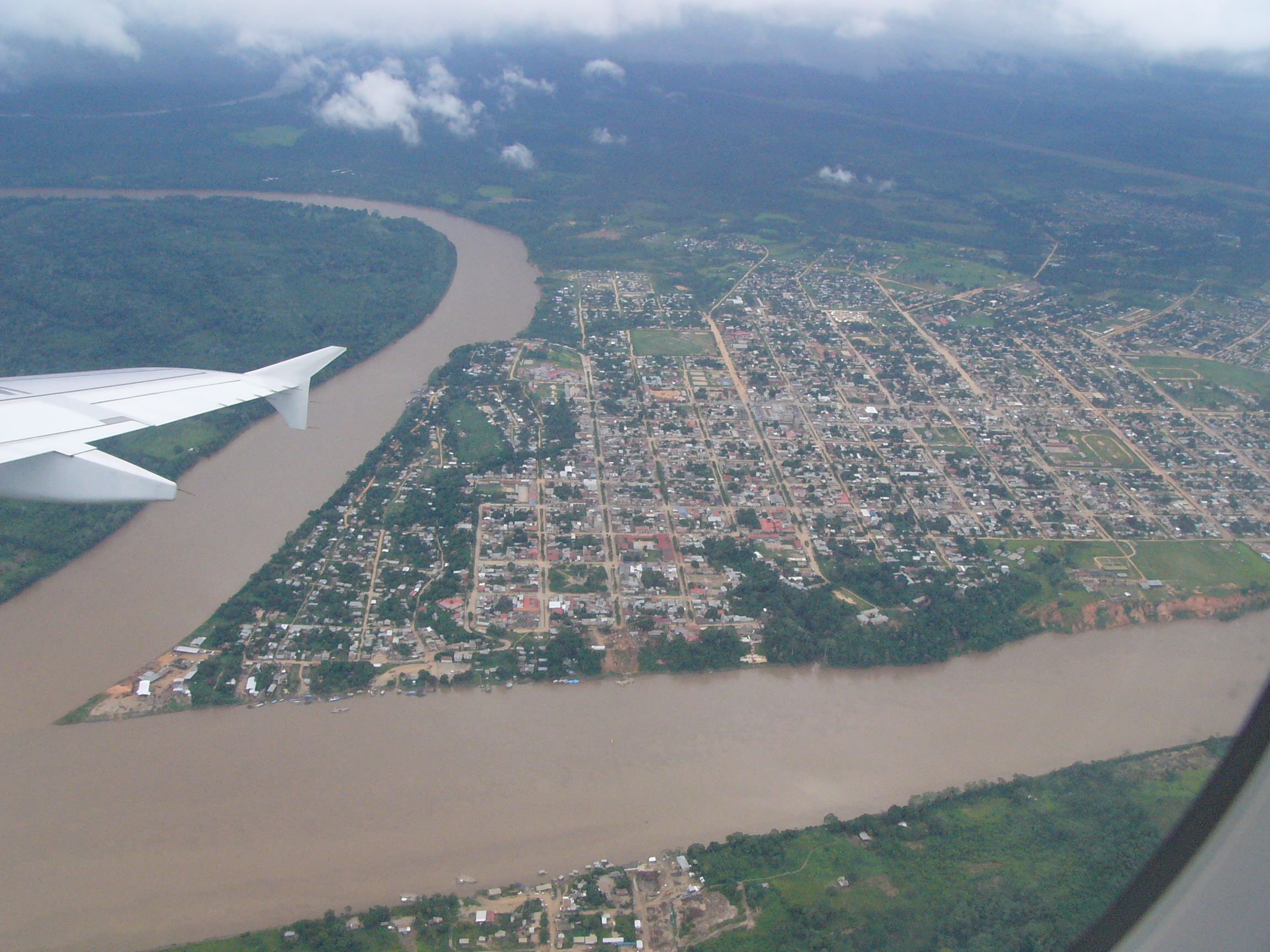
Puerto Maldonado városa
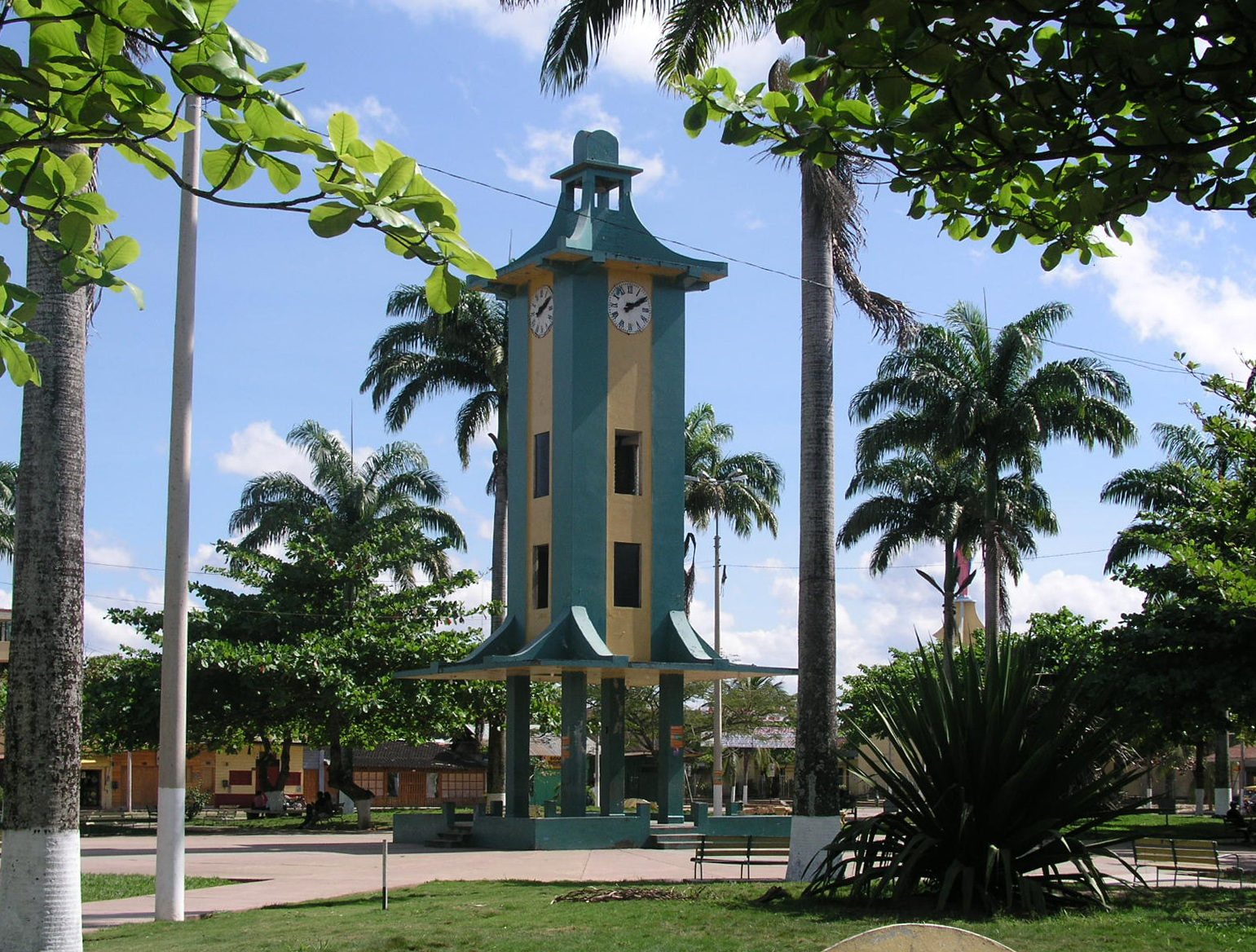
Puerto Maldonado főtere
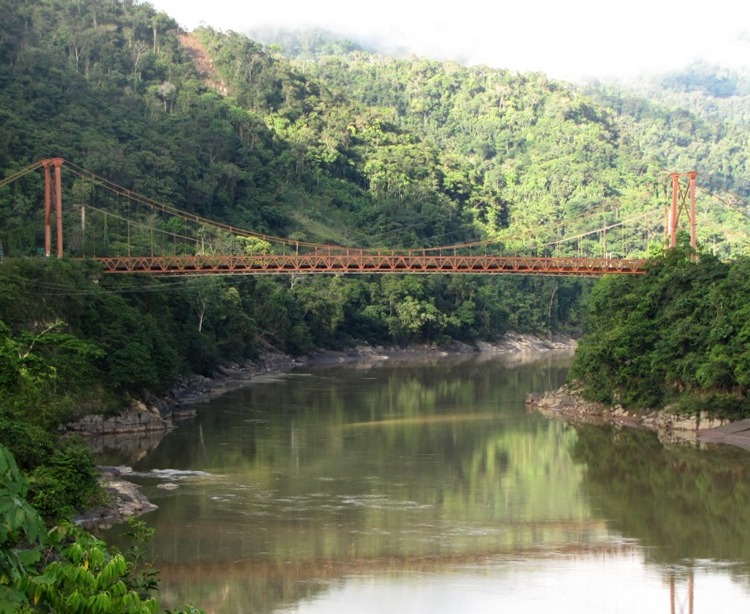
Híd az Inambari folyón